# Джон Глабб
Сер Джон Багот Глабб (англ. John Bagot Glubb; 16 квітня 1897 — 17 березня 1986) — британський військовик, генерал-лейтенант, в 1939—1956 роках командувач Арабським легіоном у Трансйорданії та Йорданії.

## Життя
Джон Глабб народився в Престоні, графство Ланкашир, Велика Британія, в родині майора Королівських інженерів Фредеріка Глабба та Летиції Багот з Роскоммону. Надалі генерал-майор сер Фредерік Манли Глабб обіймав посаду головного Королівського інженера під час Першої світової війни.
Джон Глабб навчався у Челтенхем коледжі, потім у Королівській військовій академії у Вуліджі.

### Перша світова війна
Під час Першої світової війни вступив до лав Британської армії у 1915 році і служив другим лейтенантом у Британському експедиційному корпусі на західному фронті на території Французької республіки, в інженерному підрозділі Королівських інженерів. Тричі був поранений, внаслідок одного з поранень у нього була пошкоджена і решту життя не повністю функціонувала щелепа.

### Арабський легіон
Після закінчення війни Глабб продовжив службу у Британській армії, у 1920 році був переведений в підмандатну Месопотамію (з 1921 р. Королівство Ірак). Під час служби в Іраку Джон Глабб жив серед бедуїнів, вивчав їхню культуру і арабську мову, заслужив повагу і дружбу багатьох арабів. Одночасно він вивчав політичну і військову стратегію турок, особливо сельджуків. Отримані знання тактики дій мобільних партизанських груп згодом надали йому великої переваги у військових операціях на Близькому Сході. Організована Глаббом у 1920-х роках тубільна поліція зіграла визначну роль у захисті пустельних іракських кордонів.

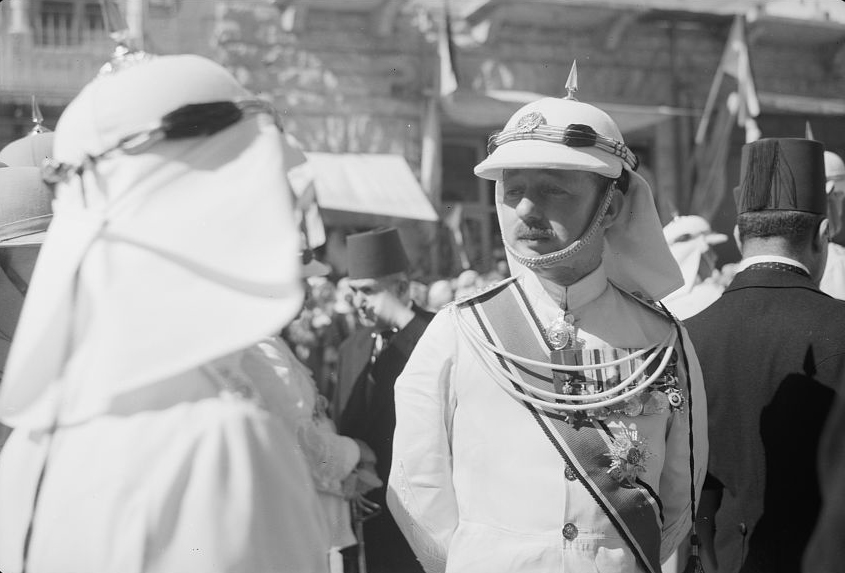
Джон Глабб у Аммані у 1940 р.

У 1926 році майор Глабб отримав відрядження до Трансйорданії як інспектор від іракського уряду, а у 1930 році став заступником командувача Арабським легіоном в еміраті Трансйорданія. Тогочасний Легіон був створений у 1920 р. як невеликий поліційний підрозділ на чолі з британським офіцером Фредеріком Піком, генерал-майором, відомим серед йорданців як «Пік-паша».
Заступник командувача Арабським легіоном Джон Глабб швидко став близьким другом, довіреною особою й політичним радником короля Йорданії Абдалли I. Наступного року Глабб створив Пустельний Патруль, підрозділ, що складався виключно з бедуїнів, для приборкання банд грабіжників і контрабандистів у південній пустельній частині країни. Патруль мав мобільні підрозділи, які базувалися у пустельних фортах, обладнаних засобами зв'язку. Протягом кількох років йому вдалося переконати місцевих бедуїнів відмовитися від звички нападати на сусідні племена.

### Родина
У 1938 році він одружився з Мюріел Розмарі Форбс, дочкою лікаря Джеймса Гремма Форбса. У 1939 році в них народився син Годфрі, роком пізніше ще один син, який помер за кілька днів. Родина Глаббів також прийняла у 1944 році бедуїнську дівчинку Наомі, а в 1947 році ще двох арабських дітей, Джона та Мері.

### Друга світова війна

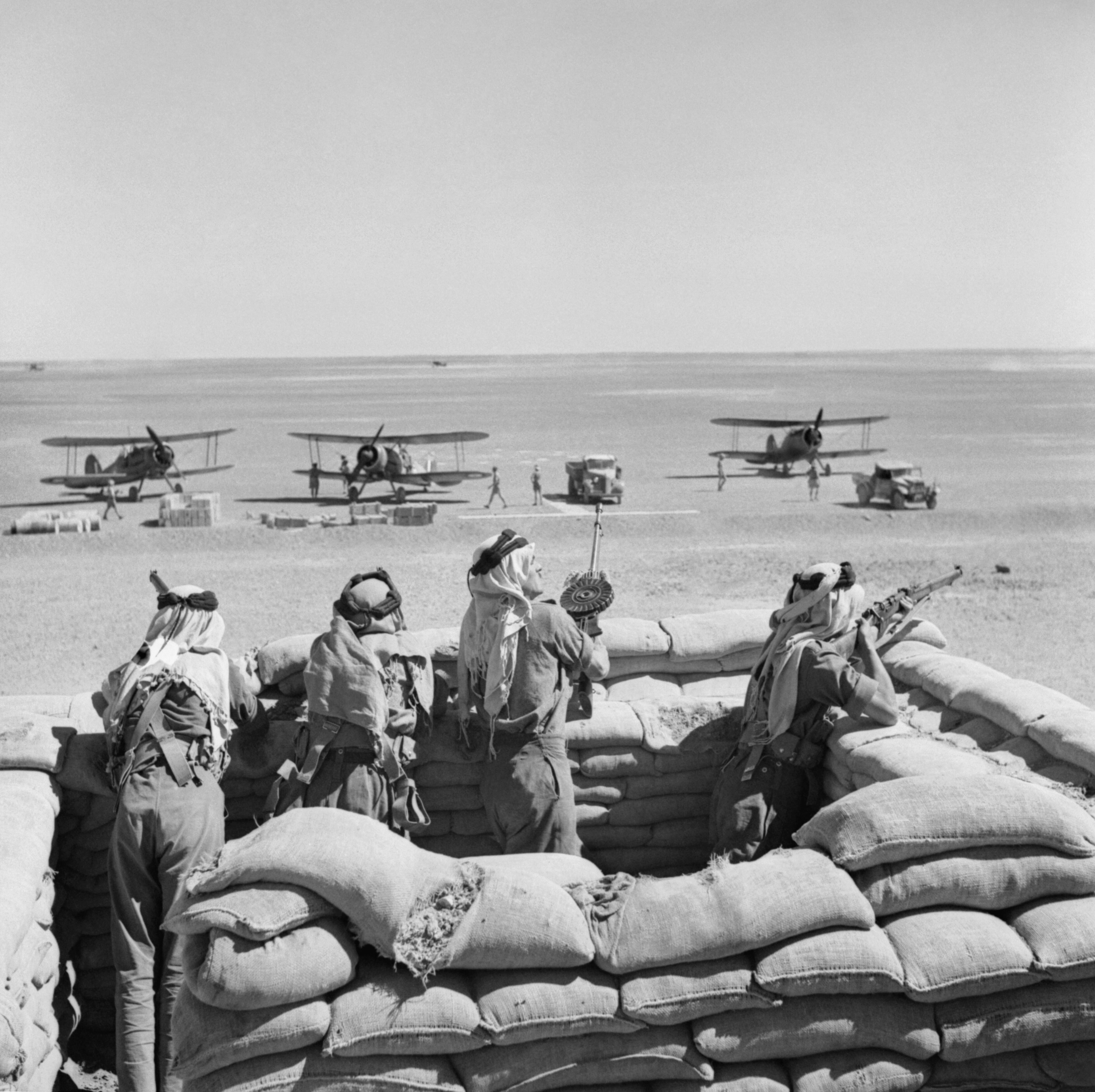
Арабський легіон на захисті британського аеродрому в Іраку

У 1939 році Глабб, після виходу Фредеріка Піка у відставку, очолив Арабський легіон, який мав на той час 2 000 бійців, і впродовж кількох років перетворив його на кращу військову частину арабського світу.
Емір Абдалла під час Другої світової війни виступив на боці союзників, що дозволило Арабському легіону підтримати зусилля Британії на Близькому Сході. Легіон під командуванням Глабба брав активну участь у британському наступі квітня-травня 1941 року проти нещодавно проголошеного пронацистського уряду Рашида Алі аль-Гайлані в Іраку, і надав надзвичайну допомогу британському гарнізону на базі Королівських ВПС у Ель-Хаббанії та визволенні Багдада.
Після цього Арабський легіон приєднався до Сирійсько-Ліванської кампанії союзників проти сил французьких вішистських військ у Сирії, де зіграв значну роль в нападі на Пальміру в червні 1941 року. Чисельність Легіону в цей час була збільшена до 16 000 чоловік.
У 1942 році Джон Глабб зі своїм Легіоном в Синайській пустелі очікував просування військ Ервіна Роммеля, але Африканський корпус був зупинений під Ель-Аламейном.

### Арабо-ізраїльська війна

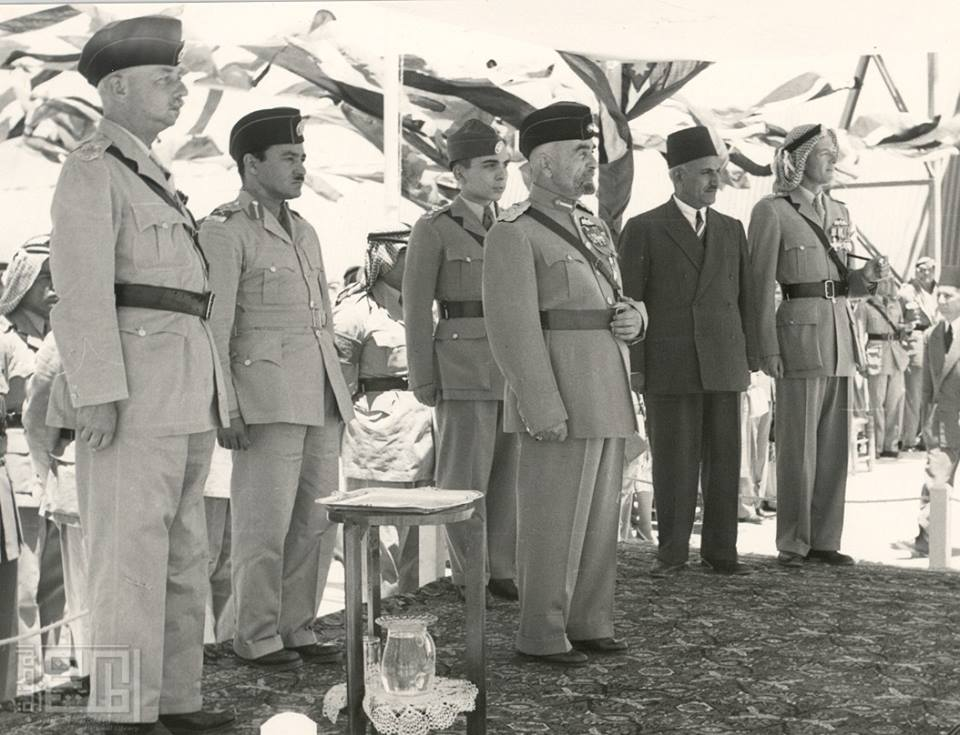
Глабб-паша під час проголошення незалежності Йорданії. 25 травня 1946 р.

25 травня 1946 року королівство Трансйорданія проголосила свою незалежність. Арабський легіон, чисельність якого була скорочена до 4 500 чоловік, офіційно став йорданським підрозділом, проте 37 британських офіцерів на чолі з Глаббом, залишалися поки тривав британський мандат і навчалися молоді арабські офіцери.
З наближенням закінчення дії британського мандату почалися зіткнення між євреями та арабами, частина британських офіцерів припинила виконання своїх обов'язків, але Глабб лишився на місці. Ще до проголошення незалежності Ізраїля керований ним легіон захопив у травні 1948 року район єврейських поселень Гуш-Еціон, а після проголошення — Старе місто в Єрусалимі, де повністю зруйнував Єврейський квартал. Під час Арабо-ізраїльської війни (1948—1949) генерал-лейтенант Глабб командував Арабським легіоном і продемонстрував, що легіон є найкраще підготованою частиною арабського світу. У травні-липні 1948 року легіон успішно захопив і утримав, попри значні зусилля ізраїльтян, стратегічно важливий пагорб Латрун із поліційним фортом, тим самим перерізавши головну дорогу на Єрусалим. У липні 1948 року легіон був вибитий і змушений відступити з міст Рамла і Лод, про що згодом із гіркотою згадував Джон Глабб, але основні території, захоплені на Західному березі річки Йордан, утримав на наступні 20 років.
Глабб залишався відповідальним за захист Західного берега і після перемир'я в березні 1949 року між Йорданією і Ізраїлем до свого звільнення у 1956 році.

### Відставка і цивільне життя
У 1950-х роках в Йорданії посилилися антибританські настрої. Джон Глабб був уособленням британського контролю над країною, казали, що Глабб-паша керує Арабським легіоном, а Арабський легіон керує Йорданією. Між Глаббом і молодим королем Хусейном I були непримиренні розбіжності щодо ролі арабських офіцерів в Арабському легіоні і стратегії оборони Західного берега. До того ж щорічна британська допомога Йорданії у розмірі 12 млн фунтів надходила безпосередньо до Легіону. Король таємно домовився з «Вільними офіцерами», підпільною організацією молодих йорданських офіцерів Арабського легіону, і здійснив переворот з метою усунення Глабба. 1 березня 1956 року Джон Глабб був відсторонений від обов'язків командувача Арабським легіоном і звільнений з посади разом із іншими британськими офіцерами.
Глабб повернувся до Великої Британії, решту життя присвятив написанню численних книжок і статей, заснованих на його близькосхідному досвіді. Джон Глабб був переконаним антисіоністом і непримиренним противником існування Держави Ізраїль. Цьому питанню приділялась значна увага у його творах і лекціях.
17 березня 1986 року, у віці 88 років, він помер у Мейфілді, Східний Сассекс.

## Нагороди
- Воєнний хрест (MC) 1918[5]
- Орден Британської Імперії (OBE) 1924[6]
- Орден «За видатні заслуги» (Велика Британія) (DSO) 1941[7]
- Кавалер Ордена Св. Михайла і Св. Георгія (CMG) 1946[8]
- Лицар Ордена Св. Джона (KStJ) 1954[9]
- Лицар Командор Ордена Лазні (KCB) 1956[10]
- Орден Межиріччя (Ірак) (Wisam Al Rafidain, 4th class, civil division) 1934[11]
- Орден Незалежності (Йорданія) (Wisam El Istiqlal, 1st Class) 1940[12]
- Орден Відродження (Йорданія) (Wisam El Nahda, 1st Class) 1944[13]